# Journal of Elementology
Journal of Elementology – kwartalnik Towarzystwa Magnezologicznego im. Prof. Juliana Aleksandrowicza w Lublinie jest wydawany przy współudziale Uniwersytetu Warmińsko-Mazurskiego w Olsztynie (do roku 2001 pod nazwą Biuletyn Magnezologiczny).  Czasopismo punktowane (według Journal Citation Reports (2017) - IF 0,684, 5-letni 0,779;  MNiSzW(2016). bu.uwm.edu.pl. [zarchiwizowane z tego adresu (2018-07-27)]. –  15 pkt.; Index Copernicus (2016) –  143,09 pkt.), jest abstraktowane przez CAB Abstracts, Index Copernicus International - ICI Journals Master List, Global Health, AGRO-LIBREX, CBR, Polską Bibliografię Lekarską, ICM, Cabell's International. Journal of Elementology - W czasopiśmie zamieszczane są prace oryginalne, doświadczalne, kliniczne i przeglądowe z zakresu przemian związków organicznych i mineralnych. Problematyka badawcza obejmuje związki organiczne i mineralne w ujęciu fizjologiczno-biochemicznym i genetycznym; kompleksową analizę i ocenę uwarunkowań cykli biogeochemicznych, symptomów niedoborów i nadmiarów pierwiastków chemicznych oraz ich antagonistycznych i synergicznych oddziaływań. Publikowane prace poruszają zagadnienia z obszaru nauk medycznych i nauk o zdrowiu; nauk rolniczych, leśnych i weterynaryjnych; nauk przyrodniczych oraz z dziedziny nauk chemicznych. Wszystkie prace opublikowane na stronach czasopisma http://jsite.uwm.edu.pl dostępne bezpłatnie na zasadzie Open Access „Gold” tożsamym z wzorem licencji Creative Commons Uznanie autorstwa – Na tych samych warunkach 4.0 (znanej również jako CC-BY-NC-SA), dostępnej pod adresem http://creativecommons.org/licenses/by-sa/4.0 lub innej wersji językowej tej licencji lub którejkolwiek późniejszej wersji tej licencji, opublikowanej przez organizację Creative Commons. Opublikowane artykuły pogrupowane są w 8 kategoriach: rolnictwo, biologia i mikrobiologia, bioinżynieria zwierząt i rybactwo, żywność, ogrodnictwo i leśnictwo, medycyna i weterynaria, zanieczyszczenia i środowisko, artykuły przeglądowe. Od czerwca 2007 w zeszytach „Journal of Elementology” artykuły naukowe publikowane wyłącznie w języku angielskim.
- Redaktor naczelny: dr hab. inż. Sławomir Krzebietke
- Redaktor senior: prof. dr hab. Teresa Wojnowska
- Redaktor senior: prof. dr hab. Józef Koc
- Sekretarze: dr hab. inż. Jadwiga Wierzbowska, prof. UWM, dr inż. Ewa Mackiewicz-Walec
- Editoral Office:
  - dr hab. inż. Jadwiga Wierzbowska, prof. UWM
  - prof. dr hab. Katarzyna Glińska-Lewczuk
  - dr med. Ireneusz Kowalski
  - prof. dr hab. Józef Szarek
  - prof. dr hab. Stanisław Sienkiewicz
  - prof. dr hab. Wacław Mozolewski

Historia
Pierwszy egzemplarz czasopisma pod nazwą „Biuletyn magnezologiczny” został opublikowany w 1989 roku w Krakowie i był zaprezentowany na zjeździe założycielskim Polskiego Towarzystwa Magnezologicznego. Pierwszy egzemplarz nie zawierał publikacji naukowych i miał charakter informacyjny. Przedstawiona w nim była biografia prof. Juliana Aleksandrowicza oraz osiągnięcia osób interesujących się problematyką dotyczącą magnezu i innych biopierwiastków. Od 1992 do 1999 roku Biuletyn magnezologiczny w różnym formacie był redagowany przez prof. Tadeusza Kozielca, który w tym okresie pełnił również funkcję Prezesa Zarządu PTMg. Do roku 1996 numeru 7 czasopismo nie posiadało numeru ISSN, 8 grudnia 1996 roku nadano periodykowi nr ISSN 1427-4205. Profesor Kozielec był również autorem pierwszego logo, które po akceptacji Zarządu PTMg zostało umieszczone na okładce czasopisma. Siedzibą redakcji Biuletynu Magnezologicznego w Szczecinie była Katedra i Zakład Medycyny Rodzinnej PAM. W 1999 roku na prośbę ówczesnego Redaktora Naczelnego Biuletynu Magnezologicznego prof. Tadeusza Kozielec Zarząd Główny PTMg, którego prezesem wówczas był prof. Lech Walasek, na zjeździe w Bydgoszczy wyraził zgodę na przeniesienie redakcji biuletynu ze Szczecina do Olsztyna. Od roku 1999 do chwili obecnej Redaktorem Naczelnym czasopisma Naukowego Journal of Elementology (do roku 2003 Biuletynu Magnezologicznego) jest prof. dr hab. Teresa Wojnowska. Od wspomnianego roku czasopismo ukazuje się regularnie 4 razy do roku, nigdy nie miało opóźnienia wydawniczego ani nie wydano numerów łączonych. Od 2001 funkcjonowała strona internetowa czasopisma w 2003 stworzono drugą stronę internetową, która funkcjonowała do roku 2012 oferując już pełny dostęp do streszczeń, a od 2005 roku również do pełnych wersji plików z artykułami (on-line) – dostęp bezpłatny. W roku 2012 w ramach projektu grantu Index Plus - MNiSW do użytku oddano nową stronę internetową, która posiadała możliwość zarządzania całym procesem wydawniczym łącznie z tworzeniem bazy ogólnie dostępnych artykułów naukowych i przypisania ich również do odpowiednich kategorii. W latach 1999 -2006 artykuły są publikowane w języku polskim z angielskim streszczeniem. Od 2007 prace są wydawane w języku angielskim z polskim streszczeniem, a od 2015 wyłącznie w języku angielskim. W 2011 roku wystąpiono o nadanie nr DOI, który właściwie zaczął funkcjonować w 2014 roku, czasopismo otrzymało prefiks 10.5601 i pod tym numerem funkcjonuje do dziś. Od roku 2012 każdy artykuł jest recenzowany przez minimum dwóch niezależnych recenzentów spoza miejsca afiliacji autorów. Recenzenci wykonują recenzję anonimowo, Autor nie zna Recenzenta. Co kwartał w wersji drukowanej jest publikowana lista recenzentów, w wersji on-line jest dostępna jako lista zbiorcza roczna. W roku 2015 wprowadzono również kontrole artykułów pod względem antyplagiatu z wykorzystaniem oprogramowania Plagiat.pl. W roku 2007 zmienia się szata graficzna czasopisma z jednolitej białej na kolorową każdy zeszyt odpowiada innej porze roku marzec (zielony), czerwiec (czerwony), wrzesień (brązowy), grudzień (granatowy). W roku 2015 przy każdym artykule w nagłówku pojawia się cytacja danego artykułu łącznie z logiem czasopisma. Czasopismo od września 2007 r. znajduje się w bazie SCI, aktualnie podlega ocenie InCites Journal Citation Reports. Pierwszy wskaźnik wpływu Impact factor (IF) w 2010 r. wynosił 0,354 w kolejnych latach 0,378 (2011); 0,281(2012); 0,643 (2013); 0,69 (2014); 0,719 (2015); 0,641(2016); 0,684(2017). Od roku 2013 posiada już 5-letni IF 0,568 (2013); 0,755 (2014); 0,779 (2015); 0,700(2016); 0,779(2017). Bardzo zbliżone wskaźniki wpływu jednoroczne do pięcioletnich świadczą o bardzo stabilnej pozycji omawianego czasopisma na arenie światowej. Ponadto J. Elem. indeksowane jest przez Index Copernicus International 2001(1,92); 2002(1,81); 2003(1,80); 2004(3,08); 2005(2,47); 2006(4,26); 2007(5,11); 2008(5,16); 2009(5,11); 2010(4,89); 2011(11,42); 2012(11,51); 2013(10,85); 2014(13,53) ICV(123,34); 2015 ICV(157,14); 2016(143,09). Ministerstwo Nauki i Szkolnictwa Wyższego oceniło czasopismo J. Elem. odpowiednio w zależności od roku i pozycji na 6 pkt. w 2007-2009 i 15 pkt. 2010 – 2018. Czasopismo znajduje się w bazach renomowanych bibliotek w Polsce i na świecie: EBSCO, ELSEVIER, CAB Abstracts, Global Health, Agro-Librex, CBR, ICM, Polska Bibliografia Lekarska, Science Citation Index Expanded (Sci Search®, SCI-Ex), Web of Science Core Collection (WoSCC), SCOPUS, EMBASE, SCImago Journal Rank (SJR), Cabell’s International.
Zakres merytoryczny prac przyjmowanych w roku 2000
Journal of Elementology (kwartalnik) zamieszcza na swych łamach prace oryginalne, doświadczalne, kliniczne i przeglądowe z zakresu przemian biopierwiastków i dziedzin pokrewnych.
Obecnie
W czasopiśmie zamieszczane są prace oryginalne, doświadczalne, kliniczne i przeglądowe z zakresu przemian związków organicznych i mineralnych. Problematyka badawcza obejmuje związki organiczne i mineralne w ujęciu fizjologiczno-biochemicznym i genetycznym; kompleksową analizę i ocenę uwarunkowań cykli biogeochemicznych, symptomów niedoborów i nadmiarów pierwiastków chemicznych oraz ich antagonistycznych i synergicznych oddziaływań. Publikowane prace poruszają zagadnienia z obszaru nauk medycznych i nauk o zdrowiu; nauk rolniczych, leśnych i weterynaryjnych; nauk przyrodniczych oraz z dziedziny nauk chemicznych.
Funkcje osób w Redakcji Biuletynu Magnezologicznego w Szczecinie w latach 1989 – 1999.
Redaktor Naczelny
Prof. dr hab. Tadeusz Kozielec
Sekretarz
Dr hab. Dariusz Chlubek
Redaktorzy
Prof. dr hab. inż. Andrzej Gregorczyk
dr n.med. Lilia Kotkowiak
dr n.med. Iwona Noceń
lek. Med. Jolanta Późniak
mgr Tadeusz Wojtaszek
Komitet Naukowy
Zbigniew Borzęcki (Lublin), Dariusz Chlubek (Szczecin), Alfreda Graczyk (Warszawa), Józef Koc (Olsztyn), Tadeusz Kozielec (Szczecin), Stanisław Kozłowski (Poznań), Zygmunt Machoy (Szczecin), Tadeusz Mikulski (Szczecin), Andrzej Milewicz (Wrocław), Grzegorz A. Nowak (Olsztyn), Wanda Nowak (Szczecin), Andrzej Papierkowski (Lublin), Andrzej Rajewski (Poznań), Zbigniew Rutkowski (Wrocław), Aleksander B. Skotnicki (Kraków), Stanisław Stanosz (Szczecin), Lech Walasek (Bydgoszcz), Teresa Wojnowska (Olsztyn),
Funkcje osób w Redakcji Journal of Elementology w Olsztynie (do roku 2003 Biuletynu Magnezologicznego) w latach 1999-2018.
1. Prof. dr hab. Teresa Wojnowska – 1999-2017 - Redaktor Naczelny; od 2018 - edytor senior
2. Prof. dr hab. Józef Koc – 1999-2000 Redaktor, 2000-2017 - Zastępca Redaktora Naczelnego, od 2018 - edytor senior
3. Prof. dr hab. Krystyna Skibniewska 1999-2004 – Sekretarz; od 2008 Komitet Naukowy
4. Prof. dr hab. Katarzyna Glińska-Lewczuk – Sekretarz 2005-2011; od 2012 Redaktor działowy
5. dr hab. inż. Jadwiga Wierzbowska, prof. UWM - od 2008 - Sekretarz; od 2014 Redaktor działowy
6. dr hab. inż. Sławomir Krzebietke – od 2003 Webmaster, 2014 – 2015 Sekretarz; 2014-2017 - Redaktor działowy; 2015-2017 - Zastępca Redaktora Naczelnego J. Elem.; od 2018 - Redaktor Naczelny
7. dr inż. Ewa Mackiewicz-Walec – od 2015 Sekretarz
8. Prof. dr hab. Stanisław Sienkiewicz – od 1999 Redaktor działowy
9. Prof. dr hab. Jan Kucharski – od 2009 Redaktor działowy
10. Prof. dr hab. Janusz Gołaszewski – od 2013 Recenzent statystyczny
11. Prof. dr hab. Jadwiga Wyszkowska – od 2014 - Komitet naukowy